# David McComb
David McComb, född 17 februari 1962 i Perth, Australien, död 2 februari 1999, var en australisk rockmusiker. Han var sångare och låtskrivare i The Triffids, verksamt under 1980-talet. David McComb avled i sviterna efter en bilolycka den 2 februari 1999.